# Бертенкур
Бертенкур (фр. Bertincourt) насеље је и општина у североисточној Француској у региону Север-Па д Кале, у департману Па де Кале која припада префектури Арас.
По подацима из 2011. године у општини је живело 925 становника, а густина насељености је износила 122,03 становника/km². Општина се простире на површини од 7,58 km². Налази се на средњој надморској висини од 126 метара (максималној 133 m, а минималној 92 m).

## Демографија
| 1962. | 1968. | 1975. | 1982. | 1990. | 1999. | 2011. |
| ----- | ----- | ----- | ----- | ----- | ----- | ----- |
| 812   | 836   | 841   | 856   | 821   | 886   | 925   |

График промене броја становника у току последњих година